# Pablo González Bergez
Pablo González Bergez (Buenos Aires, 30 de octubre de 1913-Buenos Aires, 21 de mayo de 2013) fue un abogado y político argentino. Durante su carrera política ocupó los cargos de diputado provincial y nacional, además de ser convencional constituyente en 1957. Perteneciente al Partido Demócrata fue uno de los principales referentes del conservadurismo durante el siglo XX.

## Biografía
Pablo González Bergez nació el 30 de octubre de 1913 en la ciudad de Buenos Aires en el seno de una familia de la clase media alta de Chivilcoy. Su padre fue Pablo González Escarra, dirigente conservador que se desempeñó como diputado provincial, jefe de policía, juez de la Suprema Corte de la provincia de Buenos Aires y ministro de Obras Públicas en la gobernación de Rodolfo Moreno entre 1942 y 1943, mientras que su madre fue Aída Bergez. Por parte de su madre era sobrino y primo de Juan Antonio y José Antonio Bergez, quienes se desempeñaron en altas funciones en la provincia de Buenos Aires, también por ese lado de su familia era tío de Felipe Solá, que se desempeñó como gobernador de la provincia de Buenos Aires entre 2002 y 2007.
González Bergez egresó del Colegio Nacional de Buenos Aires en el año 1931 y se graduó de abogado en la Universidad de Buenos Aires, en 1939. Se inició a los dieciséis años en la actividad política, cuando ocupó y fue orador de un acto del Partido Conservador durante la campaña electoral para las elecciones legislativas de 1930. Durante su juventud fue secretario privado del dirigente conservador Rodolfo Moreno. En 1942, a los veintinueve años de edad, asumió como diputado provincial en la provincia de Buenos Aires, luego de ser electo para el cargo en diciembre de 1941, por el Partido Demócrata Nacional. Su mandato se vio interrumpido luego del golpe de Estado del 4 de junio de 1943. 
En 1948 fue candidato a diputado nacional por el PDN pero no fue electo. Durante los años del peronismo, González Bergez sufrió persecuciones políticas por su oposición al gobierno y enfrentó la cárcel en varias oportunidades. En esos años se alineó con la fracción abstencionista del Partido Demócrata, que buscaba no participar en elecciones como protesta por las medidas tomadas por el presidente Juan Domingo Perón contra los miembros de la oposición, enfrentándose con el sector concurrencista del partido.
En 1956 con la división del Partido Demócrata, González Bergez militó en el Partido Demócrata de Buenos Aires. En 1957 fue elegido como convencional constituyente para la reforma constitucional convocada por Pedro Eugenio Aramburu, que revirtió la constitución que se había establecido durante el peronismo e incorporó el artículo 14 bis. 
González Bergez fue electo como diputado nacional, cumpliendo su mandato desde 1963 hasta el golpe de Estado del año 1966 que derrocó al presidente Arturo Illia.
González Bergez se destacó en años posteriores como un crítico de la dictadura que gobernó al país entre 1976 y 1983. En ese año de 1983 organizó la Acción Democrática, que reunía a dirigentes políticos de diversas idelogias que apoyaban la candidatura del radical Raúl Alfonsín para presidente de la República. También fue critico de los gobiernos de Carlos Menem y de Néstor Kirchner. 
Falleció el 21 de mayo de 2013, a la edad de 99 años. 